# Мартинівська сільська територіальна громада
Мартинівська сільська територіальна громада — об'єднана територіальна громада в Україні, в Полтавському районі Полтавської області. Адміністративний центр — селище Мартинівка.
Утворена 6 грудня 2019 року шляхом об'єднання Білухівської, Варварівської та Мартинівської сільських рад Карлівського району.
19 липня 2020 року в результаті адміністративно-територіальної реформи та ліквідації Карлівського району громада ввійшла до складу новоутвореного Полтавського району Полтавської області.

## Населені пункти
До складу громади входять 4 села: Білухівка, Варварівка, Знаменка, Мар'янівка і 5 селищ: Вакулиха, Красне, Мартинівка, Тишенківка та Шевченка.